# Präsolares Mineral
Präsolare Minerale, oft auch präsolare Körner oder Sternenstaub genannt, sind winzige interstellare Festkörper (Kristalle), die Teil der feinkörnigen Matrix primitiver Meteoriten sind und bereits vor der Bildung des Sonnensystems existierten. Sie bildeten sich in den nach außen abfließenden und sich dabei abkühlenden Gasen vorangegangener Sternensysteme. Ihr Studium fällt in das Gebiet der Kosmochemie und Meteoritenkunde.

## Etymologie
Das Adjektiv präsolar ist eine Zusammensetzung aus dem Lateinischen Adverb prae („vor, vorher, zuvor“) und solar. Solar stammt vom lateinischen Adjektiv sōlāris, das seinerseits vom männlichen Substantiv sōl („Sonne“) abgeleitet ist. Gemeint ist somit der Zeitraum vor der Entstehung unserer Sonne bzw. vor T0, d. h. vor 4568,7 Millionen Jahre vor heute.

## Begriffsdefinition

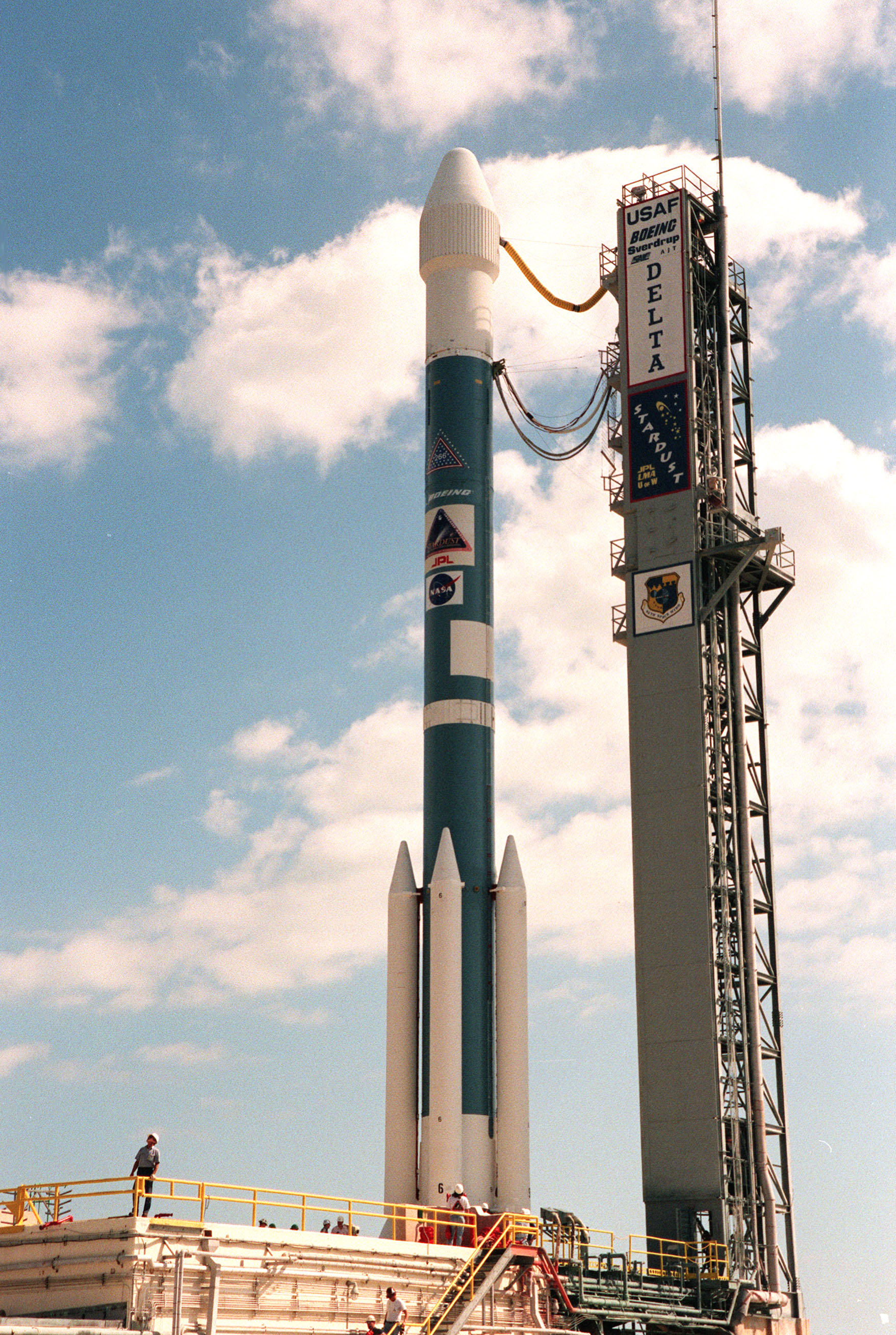
Die Delta II 7426-Rakete mit der Raumsonde Stardust vor dem Abheben im Februar 1999

Die mikroskopisch kleinen präsolaren Körner (bzw. Minerale), im Englischen als presolar grains bezeichnet, sind individuelle Feststoffkörner, die um entfernte Sterne herum kondensierten. Sie können auch Teil von Novae oder von Supernovae und deren Ausströmungen sein. Sie akkretierten sodann im frühen Sonnenebel und verblieben danach in relativ unveränderten chondritischen Meteoriten. Dieser Akkretionsvorgang erfolgte noch vor Bildung des Sonnensystems und ist somit präsolar. Präsolare Körner kommen auch im interstellaren Medium (engl. interstellar medium oder abgekürzt ISM) vor. Sie werden gelegentlich auch als Sternenstaub (engl. stardust) bezeichnet, insbesondere in der Kommunikationswissenschaft. Im Wissenschaftsgebrauch sind Sternenstaub und präsolare Körner durchaus miteinander austauschbar.
Präsolare Körner haben stark anormale Isotopenzusammensetzungen, die sich durch keinen bekannten physikalischen oder chemischen Prozess aus den Isotopen des Sonnensystems herleiten lassen.

## Einführung
Wie seit langer Zeit bekannt ist, werden chemische Elemente (schwerer als Bor) mittels Kernreaktionen in Sternen erzeugt. Die chemische und Isotopenzusammensetzung des Sonnensystems wurde folglich herangezogen, um die ersten Modellvorstellungen der stellaren Nukleosynthese einzuengen. Kernprozesse in Sternen erzeugen Elemente mit unterschiedlichen Isotopenzusammensetzungen in Abhängigkeit vom Entstehungsort – beispielsweise in Supernovae unterschiedlichen Typs, in Novae und in AGB-Sternen. Die frisch synthetisierten Elemente wurden sodann durch Sternenwinde, Supernovaejekta und planetarische Nebel (die expandierenden Schalen Roter Riesen) ins interstellare Medium ausgestossen – wo sie sich mit dem Material vorangegangener Nukleosynthesen vermischten, aber auch mit dem primordial vorhandenen Wasserstoff und Helium. Letztendlich trugen sie zur Entstehung neuer Sternensysteme und ihrer Planeten bei. Es liegt auf der Hand, dass es mehrfacher nukleosynthetischer Quellen bedarf, um die Isotopenzusammensetzung des Sonnensystems zu produzieren. Noch bis zur Entdeckung der präsolaren Körner wurden Art, Anzahl und relative Häufigkeiten der nukleosynthetischen Komponenten nur anhand von Modellrechnungen ermittelt.
Die chemische Zusammensetzung unseres jetzigen Sonnensystems spiegelt die chemische Entwicklung unserer Milchstraße der letzten 9 Milliarden Jahre – so wie sie in unserem lokalen interstellaren Medium (ISM) erfolgt war. Auch wenn der Hauptanteil des interstellaren Staubes während der Bildung des Sonnensystems zerstört worden war, hat ein geringer Anteil dieses Staubes dennoch als präsolare Körner überlebt. Diese ursprüngliche extraterrestrische Materie kann anhand ihrer exotischen Isotopenzusammensetzungen identifiziert werden – wobei alles auf ihre Entstehung in den Entgasungen oder Explosionen älterer Sterne hindeutet. Die Geburt dieser Materie geht somit auf mehr als 4568,7 Millionen Jahre zurück und bezeugt eine Reihe verschiedener astrophysischer und kosmochemischer Prozesse.
Vermutlich entstanden präsolare Körner in Supernovaexplosionen oder in der Umgebung roter Riesensterne. Später wurden sie Teil der Molekülwolke, von der sich letztlich der solare Nebel in lokalen Verdichtungen separierte und zum Sonnensystem zusammenstürzte. Den Gravitationskollaps des solaren Nebels, den Beginn der Kernfusion der Sonne (so genannte „Zündung“) in seinem Zentrum und die darauffolgende Bildung von Planetesimalen, von welchen primitive Meteorite abstammen, haben die präsolaren Minerale vermutlich überstanden, weil sie aus widerstandsfähigen, refraktären Mineralen bestehen.
Die in präsolaren Sternen ablaufende Nukleosynthese verleiht jedem einzelnen Korn eine Isotopenzusammensetzung, die für den jeweiligen Stern einzigartig ist. Diese unterscheidet sich sowohl von unserem Sonnensystem als auch vom galaktischen Durchschnittswert. Die jeweiligen Signaturen kennzeichnen sehr spezifische, astrophysische Kernprozesse, die für den Ausgangsstern und dessen Bildungsereignis charakteristisch sind. Sie untermauern somit ihren präsolaren Ursprung.
Wie mittlerweile erloschene Radionuklide andeuten, war die „Wiege“ des Sonnensystems von durchschnittlichen Nukleosynthesen in der Milchstraße mehrere Zehnermillionen bis hunderte von Millionen Jahren abgeschnitten. Massive Sternenwinde oder Explosionen hatten jedoch kurzlebige Isotopen unmittelbar vor Herausbildung des Sonnensystems angereichert.

## Geschichtliches
Bereits Mitte der 1960er Jahre wurden Edelgase mit ungewöhnlichen Isotopenverhältnissen in primitiven Meteoriten gefunden. Dies führte bereits damals zu dem Schluss, dass es präsolare Minerale sind, die in diesen Meteoriten als Träger dieser Edelgase fungieren. Aber erst 1987 konnten winzige Diamanten und Moissanitkörner als Träger ermittelt werden. Da die Sonnenmaterie eine einigermaßen homogene isotopische Zusammensetzung hat, beweisen die zusätzlich aufgefundenen Isotopenanomalien in den Mineralen die präsolare Herkunft dieser außergewöhnlichen Kristalle.
In den 1960ern wurde die Entdeckung gemacht, dass die Edelgase Neon und Xenon in primiven Meteoriten sehr ungewöhnliche Isotopenzusammensetzungen aufwiesen. Die Ursache hierfür und die Ausgangsmaterie blieben ein Rätsel. Die dabei verwendete Versuchsanordnung bestand aus einem Massenspektrometer, in dem eine Meteoritenprobe verdampft wurde. Die geringe Menge eingeschlossener Edelgase wurde sodann vom Massenspektrometer auf ihre Isotopen hin analysiert.
In den 1970ern entdeckten sodann weitere ähnliche Experimente noch zusätzliche Xenonisotopen. Über den Ursprung der Xenonisotopen wurden zuerst alle möglichen Spekulationen angestellt, welche aber das damals bestehende Paradigma eines initial homogenen, gasförmigen Sonnennbels mit seinen intern variablen Prozessen nicht transzendierten.
Ein neuer Theorieansatz in der Interpretation wurde in den 1970ern von Donald D. Clayton avanciert, welcher die damals unter Meteoritenkundlern weit verbreitete Anschauung eines uniform heißen, gasförmigen Beginns des Sonnensystems zurückwies. Er sagte vorher, dass in thermisch kondensierten interstellaren Körnern ungewöhnliche, aber durchaus vorhersagbare Isotopenzusammenseztungen gefunden werden würden – in Körnern, die während des Massenverlustes von verschiedenen Arten von Sternen kondensiert waren. Er meinte ferner, dass solche Körner im gesamten interstellaren Medium existierten.
In seinen ersten Arbeiten aus dem Jahr 1975 beschrieb Clayton folglich ein interstellares Medium, das aus Supernovae-Körnern aufgebaut war, welche reich an radiogenen Isotopen wie Neon und Xenon waren – und somit die verklungenen Radioaktivitäten definierten. Gleichzeitig sagte Clayton die Anwesenheit folgender Typen an präsolaren Körnern voraus: Sternenstaub aus Roten Riesen, so genannte Sunocons (ein Acronym aus SUperNOva CONdensates – Supernovaekondensate), Nebcons (Nebelkondensate), entstanden durch die Akkretion aus Atomen und Molekülen kalter Nebelgase, und Novacons, hervorgegangen aus der Kondensation von Novae. Trotz seiner beständigen und expliziten Weiterarbeit an dieser Vorstellung wurden Claytons Ideen von anderen Kollegen nicht aufgegriffen – solange, bis tatsächlich die ersten Körner innerhalb von Meteoriten aufgefunden wurden.
Der erste unzweifelhafte Hinweis auf die Existenz präsolarer Körner erfolgte im Jahr 1978 und stammte aus dem Laboratorium von Edward Anders in Chicago. Mittels traditioneller Massenspektrometrie hatten Anders und Kollegen herausgefunden, dass der Gehalt an Xenonisotopen in einem kohligen, an Säuren weiter unlösbaren Überrest – der eigentliche Meteorit war zuvor mit Säuren aufgelöst worden – fast genau mit der vorausgesagten Xenonisotopenkonzentration im Staubkondensat eines Roten Riesen übereinstimmte.
Es war somit ziemlich sicher, dass präsolare Körner im säureunlöslichen Rest zugegen waren. Es sollte sich jetzt aber als wesentlich schwieriger gestalten, die präsolaren Körner tatsächlich auch zu isolieren und sodann den Beweis zu führen, dass ihre Isotopen mit den Isotopenverhältnissen in Roten Riesen übereinstimmten.
Sodann vergingen 10 weitere Jahre intensiven experimentellen Suchens mit der Zielsetzung, individuelle Körner der Xenonträger zu isolieren. Fortschritte in dieser Richtung scheiterten zuerst an den damals vorhandenen Massenspektrometern. Gefordert war ein neuer Typus, der selbst in einem einzigen Korn die stark reduzierte Atomanzahl noch registrieren konnte. Als Lösung setzten daher damals mehrere Laboratorien auf die Technik des Sputterns und der Sekundärionen-Massenspektrometrie, die aber noch nicht ausgereift waren.
Im Jahr 1987 wurde offenbar, dass jede Menge an Diamant- und Siliciumcarbidkörnern in den bereits untersuchten Säurerückständen steckten und dass diese Körner hohe Konzentrationen an Edelgasen aufwiesen. Durch mittlerweile erfolgte Verbesserungen an der SIMS-Massenspektrometrie konnten bedeutende Isotopenanomalien in chemischen Strukturbereichen innerhalb der Körner nachgewiesen werden. Verbesserte SIMS-Experimente zeigten, dass die Siliciumisotopen innerhalb der SiC-Körner keine solaren Isotopenverhältnisse aufwiesen, sondern die in Roten Riesen vermuteten.
Somit darf das Jahr 1987 als Entdeckungsjahr präsolarer Materie angesehen werden. Für die Erbringung des Nachweises waren zwei schwierige technologische und wissenschaftliche Schritte notwendig:
- das Auffinden und Isolieren winziger präsolarer Materie im Mikronbereich innerhalb der überwältigenden Meteoritenmasse
- die Verfeinerung der Messgenauigkeit der SIMS-Technologie für den Mikronbereich.

Ernst Zinner sollte auf diesem Gebiet eine treibende Kraft werden.
Präsolare Graphitkörner wurden erstmals 1990 aufgefunden. Schließlich wurden dann im Jahr 1998 sogar Polycyclische aromatische Kohlenwasserstoffe (PAKs – engl. polycyclic aromatic hydrocarbons oder abgekürzt PAHs) in Graphitkörnern entdeckt.

## Vorkommen

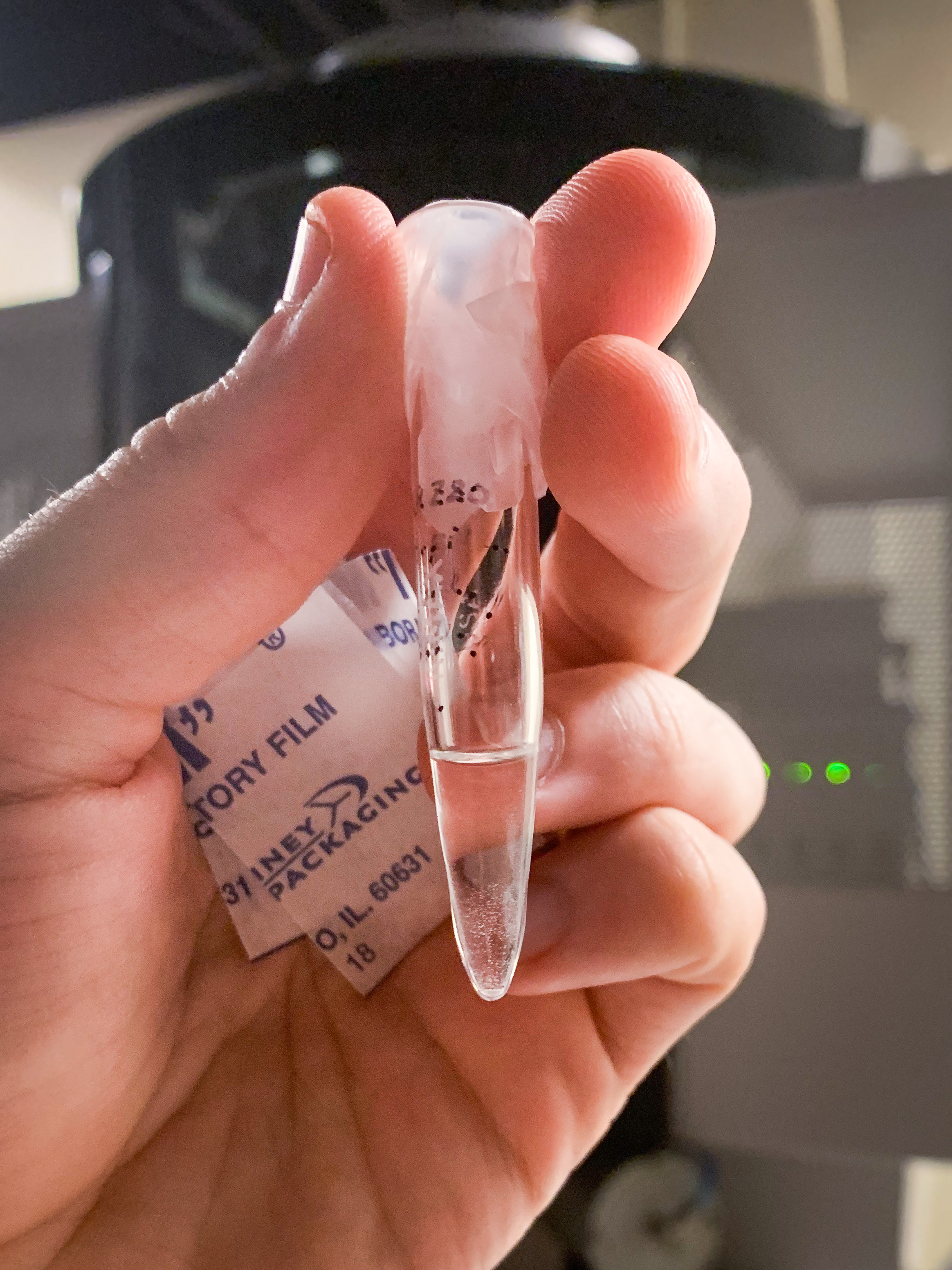
Phiale mit in Suspension gehaltenen präsolaren Körnern des Orgueil-Meteoriten

Präsolare Minerale treten in Meteoriten – insbesondere in der feinkörnigen Grundmasse von primitiven Chondriten – auf und bestehen zu 99 % aus kosmischen Staubpartikeln. Sie machen insgesamt nur etwa 0,1 % der Gesamtmasse von Meteoriten aus. Ihre Isotopenunterschiede zur umschließenden Meteoritenmasse bedingen ihren Ursprung noch vor Entstehen des Sonnensystems.
Die präsolaren Minerale erscheinen in Clustern, die von mikrometergroßen Siliciumcarbidkristallen (mit maximal 1013 Atomen) bis zu nanometergroßen Diamanten (mit ungefähr 1000 Atomen) reichen. Ungeschichtete Graphenkristalle besitzen sogar nur weniger als 100 Atome. Die hochschmelzenden Körner erlangten ihre Kristallinität, indem sie in den langsam sich abkühlenden und sich ausdehnenden Gasen von Supernovae und Roten Riesen kondensierten.
Die präsolaren Körner sind feste Materie, die bereits vor Entstehung der Sonne im interstellaren Gas vorhanden war. Im Labor kann die präsolare Komponente anhand ihrer anormalen Isotopenhäufigkeiten identifiziert werden. Diese Isotopenanomalien der präsolaren Körner können von keinem bekannten chemischen oder physikalischen Prozess im Sonnensystem erklärt werden und reflektieren folglich die Zusammensetzung ihrer Elternsterne. Ihre hochrefraktären Minerale haben sodann den Kollaps des Sonnenebels und auch die später erfolgende Entwicklung im Sonnensystem überlebt. Während des Aufschmelzens und der Differenzierung der Planetesimale und Planeten wurden die präsolaren Körner größtenteils zerstört, sie sind jedoch in primitiven extraterrestrischen Materialien, die keine bedeutende Aufheizung durchliefen – darunter die bereits angesprochenen Chondriten – erhalten geblieben. 
Unter den Chondriten finden sich präsolare Körner in gewöhnlichen Chondriten, in Enstatit-Chondriten und in kohligen Chondriten. Bei letzteren erscheinen sie in ungruppierten Chondriten, in CV-Chondriten, in CM-Chondriten und vor allem in CR-Chondriten (CR3-Chondriten) und in CO-Chondriten (in CO3-Chondriten). Erhalten sind sie ferner in chondritischen Mikrometeoriten, als chondritische Xenolithen in Achondriten und in chondritischen interplanetarischen Staubpartikeln (IDPs). Direkt beprobt wurden sie im Kometen 81P/Wild 2 und bei den Asteroidenmissionen Hayabusa 2 durch Japan Aerospace Exploration Agency (JAXA) und OSIRIS-REx durch die NASA.

## Mineralogie

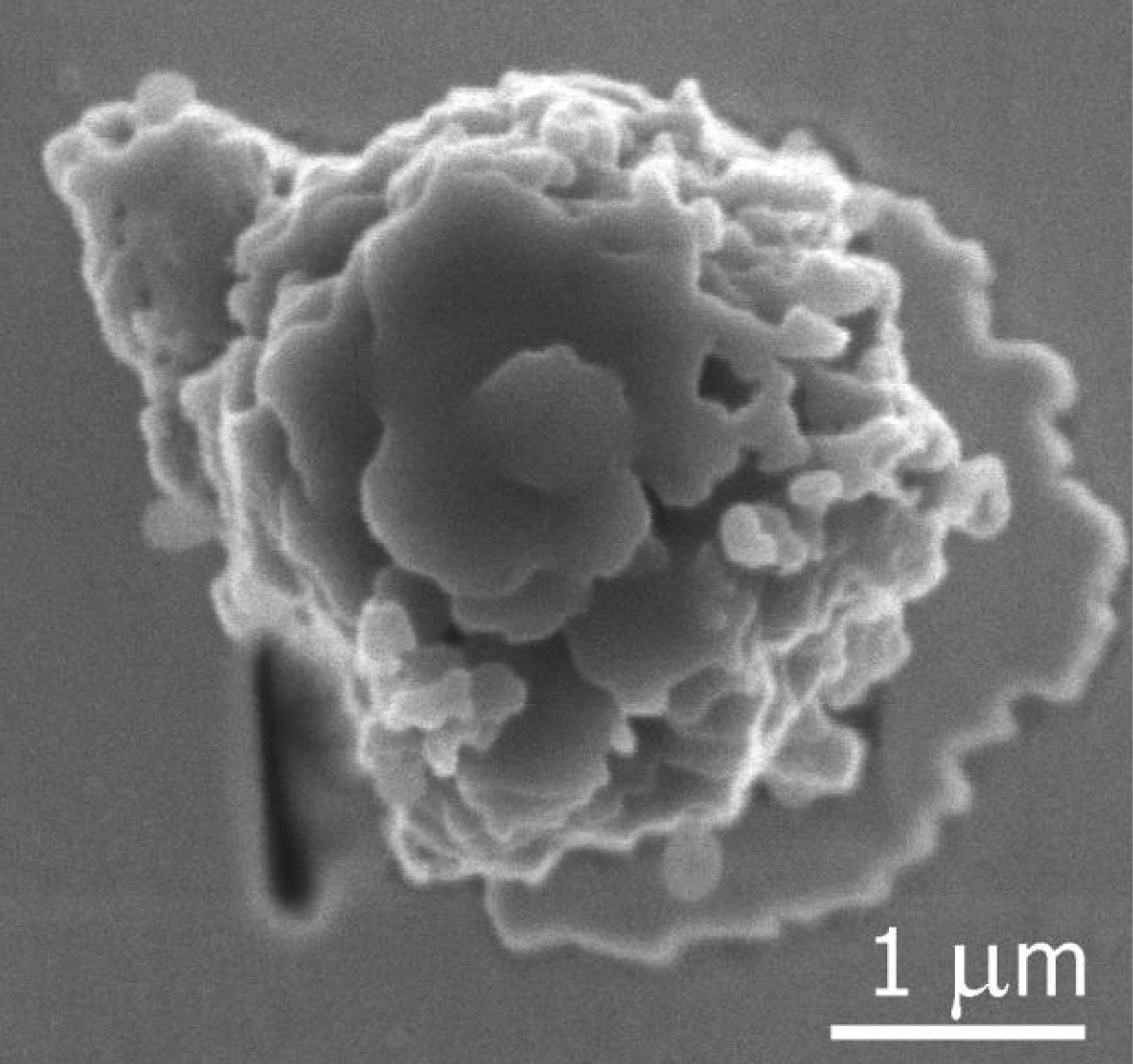
Ein etwa 5 μm großes präsolares Korn aus Moissanit (SiC)

Von den unterschiedlichen Arten präsolarer Kristalle konnten bisher identifiziert werden:
- Diamant (C)
- Graphit (C)
- Lonsdaleit (C)
- Moissanit (SiC – Siliciumcarbid)
- Titancarbid (TiC, Khamrabaevit)
- Molybdäncarbid (MoC)
- Rutheniumcarbid (RuC)[26]
- Vanadiumcarbid (VC)
- Zirconiumcarbid (ZrC)
- Cohenit ((Fe, Ni)3C)
- Oldhamit (CaS)
- Siliciumnitrid (Si3N4, Nierit)
- Aluminiumnitrid
- Titaniumnitrid
- Korund (Al2O3)[27]
- Spinell (MgAl2O4)[28]
- Hibonit ((Ca,Ce)(Al,Ti,Mg)12O19)[29]
- Rutil (TiO2)
- Tistarit (Ti2O3)
- Titanoxid (Ti3O5) und Magneliphasen (TinO2n−1)
- Chrom(III)-oxid (Cr2O3)
- Eisenoxid (FeO)
- Magnetit (Fe3O4)
- Chromit (FeCrO4)
- Magnesiochromit (MgCrO4)
- Silikate (Olivin und Pyroxen) und amorphe silikatische Phasen
- Metallisches Eisen und Kamacit
- Polycyclische aromatische Kohlenwasserstoffe (PAKs)

Präsolare Diamanten haben nur eine Größe von wenigen Nanometern, weswegen sie auch Nanodiamanten genannt werden. Obwohl Nanodiamanten, neben Moissanitkristallen, die ersten entdeckten präsolaren Kristalle waren, ist relativ wenig über sie bekannt. Wegen ihrer winzigen Dimension von durchschnittlich 2,6 Nanometer im Durchmesser sind Diamanten nur sehr schwer zu untersuchen. Die Häufigkeit der Nanodiamanten beträgt durchschnittlich 1400 ppm. Sie enthalten die Edelgaskomponente Xe-HL (engl. xenon heavy and light isotope enhanced component – an schweren und leichten Isotopen angereicherte Xenonkomponente – wobei die schwere Komponente H 134Xe und 136Xe und die leichte Komponente L 124Xe und 126Xe entspricht), sowie Krypton-H. Auch Tellur-H ist zugegen.
Die Entstehung der Nanodiamanten bleibt nach wie vor umstritten. Eine Möglichkeit besteht in ihrer generellen Abscheidung aus der Dampfphase. Eine andere Möglichkeit sind Kohlenstoffsterne im Roten-Riesen-Stadium, in deren starken Sternwinden die Nanodiamanten kondensierten. Diese Sterntypen sind Heliumbrenner mit einem Kern aus Kohlenstoff und Sauerstoff. Auch die violente Explosion einer Supernova des Typus II (SN-II) ist in Erwägung zu ziehen. Hierbei wird der vielfach lagige Riesenstern (inklusive einer Kohlenstofflage) während der Supernovaexplosion von riesigen Schockwellen zerrissen. Auch eine Supernova des Typus I (SN-I) ist denkbar. Dieser liegt ein Doppelsternsystem aus einem Weißen Zwerg und einem roten Kohlenstoffriesen zugrunde. Materie fließt aus dem Kohlenstoffstern zum Weißen Zwerg hin ab und Nanodiamanten können im Materiefluss kondensieren. Sobald der Weiße Zwerg seine theoretische Massengrenze überschreitet, kommt es auch hier zur Supernovaexplosion. Neben den Nanodiamanten entstehen exotische Xenonisotope, die in die Nanodiamanten inkorporiert werden.
Die übrigen präsolaren Kristalle haben eine typische Größe im Mikrometerbereich und sind deshalb etwas einfacher einer Untersuchung zugänglich.
Der zwischen 1 und 10 ppm erreichende Graphit erscheint sowohl in Partikelform als auch als Anion. Er kann als amorpher Kohlenstoff oder kristallin ausgebildet sein – als konzentrisch-schalige Sphäroide oder als hexagonale Kristalle. Die Größenordnung bewegt sich zwischen 1 und 20 μm. Sein Kern wird von ungeschichtetem Graphen aufgebaut. Er hat sich in AGB-Sternen und in Kernkollaps-Supernovae (engl. core-collapse supernovae, abgekürzt CCSN) gebildet. Der Graphit kann Polycyclische aromatische Kohlenwasserstoffe (PAK) oder im Zentrum der Sphäroide Titancarbid beherbergen. Er enthält die Edelgaskomponente Ne-E(L) – nahezu reines 22Ne.
Siliciumcarbid (SiC) bildet Körner im Submikrometer- bis Mikrometerbereich (0,1 bis 20 μm) mit einer Häufigkeit von 15 bis 30 ppm. Es enthält meist mehrere Gewichtsprozent Stickstoff. Als Bildungsort werden mit mehr als 90 % AGB-Sterne (engl. asymptotic giant branch oder abgekürzt AGB) vermutet, die restlichen Prozente verteilen sich auf Supernovae (1 %), Novae (0,1 %) und J-Sterne (Kohlenstoffsterne des J-Typus kleiner 5 %). Präsolares SiC tritt entweder als einfacher Polytypus oder als Polytypus-Verwachsung auf. Die atomaren Strukturen bauen sich aus den beiden Polytypen niedrigster Ordnung auf: hexagonal 2H und kubisch 3C (zu 80 % β-SiC – mit verschieden stark ausgeprägten Unregelmäßigkeiten im Lagenbau). Es kommen aber auch eindimensional gestörte SiC-Körner vor. In irdischen Laboratorien synthetisch hergestelltes SiC besitzt zum Vergleich jedoch mehr als hundert Polytypen. Siliziumcarbid enthält als Edelgaskomponenten Ne-E(H) und Xe-S.
Titancarbid (TiC) und andere Carbide wie Molybdäncarbid und Zirconiumcarbid kommen als Unterkörner in Körnern von Graphit und SiC vor. Ihre Dimension beträgt 10 bis 200 nm. Erzeugt wurden sie von AGB-Sternen und Supernovae.
Weitere Unterkörner sind Oldhamit (CaS), Aluminiumnitrid, Titaniumnitrid und Eisen-Nickel-Anreicherungen.
Siliciumnitrid besitzt eine sehr niedrige Häufigkeit weit unter 1 ppm (etwa im Bereich 3 ppb) und entsteht nur in Kernkollaps-Supernovae. Die Größe beträgt 0,3 bis 1 μm.
Silikate erreichen 200 ppm und sind nach den Nanodiamanten die zweithäufigste Gruppe. Sie befinden sich in interplanetaren Staubpartikeln (IDP) und in Meteoriten. Ihre Häufigkeit liegt oberhalb 375 ppm in IDPs und oberhalb von 180 ppm in Meteoriten. Ihr Maximalwert ist 700 ppm im Kometen 55P/Tempel-Tuttle. Das Verhältnis Silikate/Oxide erreicht seinen maximalen Durchschnittswert von 23 in AGB-Sternen, der aber von einigen kohligen Chondriten sogar noch übertroffen werden kann. Ihre Dimension beträgt 0,2 bis 1 μm in IDPs und 0,2 bis 0,9 μm in Meteoriten. Sie stammen aus Roten Riesen, AGB-Sternen und Kernkollaps-Supernovae.
In ihrer Zusammensetzung bestehen die Silikate aus forsteritischen und fayalitischen Olivinen, Enstatit und Orthopyroxenen, sowie aus polykristallinen Aggregaten von Olivin- und Pyroxenkörnern.
Die Oxide haben eine Dimension von 0,15 bis 3 μm und eine Häufigkeit von mehr als 100 ppm. Sie stammen aus Roten Riesen, AGB-Sternen und Supernovae.
Partikel aus Kamacit und Eisen sind etwa 10 bis 20 nm groß und wurden von Supernovae erzeugt.
Die polycyclischen aromatischen Kohlenwasserstoffe (PAKs) sind zu rund 70 % an Graphitkörner als Träger gebunden. Sie beanspruchen zwischen 3 und 15 % des Kohlenstoffs in der Milchstraße. Ihre Atommassen betragen zwischen 178 und 576 a. m. u., jedoch sind bisher nur recht wenige Moleküle identifiziert worden. Ihre indigene Natur ist nicht anzuzweifeln und ihre Bedeutung für die Entstehung des Lebens steht außer Frage.

## Klassifikation anhand der Isotopenanomalien
In Isotopendiagrammen – vorwiegend die Isotopen von Kohlenstoff, Stickstoff und Silicium – lassen sich unter den präsolaren Körnern mehrere charakteristische Gruppierungen (engl. types und subtypes) erkennen, welche ihrerseits spezifischen Sternenenvironments zugeordnet werden können.

### SiC-Partikel
SiC-Körner können in folgende Gruppierungen unterteilt werden:
- Hauptreihenkörner
- AB-Körner
- C-Körner
- D-Körner
- N-Körner (auch Nova-Körner)
- U-Körner
- X-Körner
- Y-Körner
- Z-Körner.

#### Hauptreihenkörner
Die SiC-Hauptreihenkörner (engl. mainstream grains) machen 88,4 % aus und stellen somit den Löwenanteil. Ihr Isotopenverhältnis 12C/13C bewegt sich zwischen 13,5 und 100 und ist vergleichbar mit Kohlenstoffsternen (bzw. AGB-Sternen mit Sonnenmetallizität und niedriger Masse), die als die Hauptinjizierer von kohlenstoffhaltigen Staubkörnern in das interstellare Medium angesehen werden. Das Isotopenverhältnis 14N/15N überdeckt den Bereich 200 bis 20.000.
Die Isotopenzusammensetzungen der Elemente Kohlenstoff und Stickstoff sprechen insgesamt für ihren Ursprung in einem AGB-Stern. 13C und 15N sind im Vergleich zu den Werten des Sonnensystems erhöht – insbesondere was den Stickstoff anbelangt (das Sonnensystem besitzt Werte für 12C/13C von 80 bis 100 – der terrestrische Wert ist 89 und der Sonnenwert 93,5 – und für 14N/15N von 200 bis 450). Dies indiziert ein Wasserstoffbrennen in der Sternenhauptreihe mittels des CNO-Zyklus (wobei C, N und O zur Erzeugung des Heliums als Katalysatoren dienen).
Die Siliciumisotopenzusammensetzungen der meisten Hauptreihenkörner werden im Vergleich zu den Verhältnissen im Sonnensystem durch Anreicherungen bis zu 200 % in den schweren Siliciumisotopen charakterisiert. Im Dreiisotopendiagramm des Siliciums liegen die Hauptmasse der Proben entlang einer Geraden (M0-Linie) mit der Steigung 1,35 bis 1,40, die im Vergleich zum Sonnensystem etwas nach rechts verschoben ist (in Richtung 30Si). Das Isotopenverhältnis δ29Si/28Si variiert zwischen −65 und 185 ‰ und das Isotopenverhältniss δ30Si/28Si zwischen −60 und 165 ‰ (mit dem Sonnensystem als Nullpunkt). Das Verhältnis Δ30Si/28Si schwankt zwischen −250 und 100 ‰.
Die breitangelegte Streuung der Hauptreihe um M0 verträgt sich hingegen nur schlecht mit einem AGB-Stern. Bessere Erklärungen sind in der generellen galaktischen chemischen Entwicklung (engl. galactic chemical evolution oder abgekürzt GCE) zu suchen, oder in der Vermischung verschiedener Milchstraßenbereiche, in örtlichen Inhomogenitäten der Milchstraße verursacht durch Supernovae des Typus I und II sowie im Verschmelzen der Milchstraße mit einer Satellitengalaxie.
Die Aluminiumisotopen zeigen im Verhältnis 26Al/27Al Werte von 4×10−5 bis 0,02, die erneut auf einen AGB-Stern verweisen (der solare Wert liegt bei 5,2×10−5).

#### AB-Körner
Die AB-Körner sind nach den Hauptreihenkörnern mit 4,8 % die zweithäufigste Gruppierung. Ihr 12C/13C-Verhältnis ist kleiner als 13,5 und liegt somit unterhalb der Hauptreihenwerte und der Z-Körner. Ihre Verursacher sind Kohlenstoffsterne des J-Typus, wieder aktivierte AGB-Sterne (engl. born-again AGB stars) und Supernovae des Typus II. Das 14N/15N-Verhältnis bewegt sich von 8 bis 10.000. Ihr 26Al/27Al-Verhältnis liegt zwischen 8×10−4 und 0,2. Bei den Siliciumisotopen liegen die AB-Körner innerhalb der Hauptreihenkörner, zeigen aber eine erhöhte Steigung ihrer Geraden. Es gelten die folgenden Werte:
- für δ29Si: −120 bis 250 ‰
- für δ30Si: −90 bis 190 ‰
- für Δ30Si: −250 bis 100 ‰

Die AB-Körner lassen sich in zwei Untergruppen aufteilen – AB1 und AB2. Als Grenzlinie fungiert hier 12C/13C=4,5 – wobei die AB1-Körner unterhalb von 4,5 liegen, die AB2-Körner darüber (bis 13,5). Allgemein können AB-Körner sogar bis an 25 heranreichen. Was die 14N/15N-Verhältnisse anbelangt, so reichen die AB1-Körner von 8 bis 441 – dem Wert des Sonnensystems. Die AB2-Körner liegen oberhalb des irdischen Wertes 272 und erstrecken sich bis 10.000. Beim 26Al/27Al-Verhältnis haben die AB1-Körner generell höhere Werte als die AB2-Körner, es besteht aber keine deutliche Abgrenzung.

#### Y-Körner
Die dritthäufigste Gruppierung sind mit 3,9 % die Y-Körner. Ihr 12C/13C-Verhältnis ist recht hoch und liegt über 100 – und hat somit höhere Werte als die Hauptreihenkörner. Im Dreiisotopendiagramm des Siliciums teilen sie denselben Raum mit den Hauptreihen- und Z-Körnern zusammengenommen. Ihr Δ30Si liegt oberhalb von −225 ‰ und reicht bis etwa +1000 ‰. Das Verhältnis 26Al/27Al liegt oberhalb der Sonnenwerte von 4×10−5 und reicht bis 0,02. Das Verhältnis 14N/15N schwankt zwischen 200 und 20.000.
Y-Körner stammen wie die Hauptreihenkörner von AGB-Sternen, haben aber geringere, nur etwa halb so starke Metallizitäten.

#### Z-Körner
Die Z-Körner sind mit 1,4 % vertreten. Auch sie sind aus AGB-Sternen hervorgegangen. Ihr 12C/13C-Verhältnis plottet zwischen 13,5 und 100 und somit im selben Bereich wie die Hauptreihenkörner. Die Werte ihrer Stickstoff- und Aluminiumisotopen sind von Hauptreihen- und Y-Körnern nicht zu unterscheiden. Im Dreiisotopendiagramm des Siliciums kommen sie unterhalb und rechts des Hauptreihenbandes zu liegen. Ihr δ29Si ist eingegrenzt zwischen −200 und +200 ‰. Gleichzeitig ist ihr δ30Si größer als 0. Ihr Δ30Si überdeckt den Bereich +100 bis etwa +600 ‰.
Wie eine Clusteranalyse zeigt, können Z-Körner nicht eindeutig von Hauptreihen- und Y-Körnern auseinandergehalten werden. Dies dürfte die graduellen Metallizitätsunterschiede ihrer Ausgangssterne widerspiegeln. Es wurde vorgeschlagen, dass Z-Körner im Abwind recht leichter AGB-Sterne entstanden, deren Metallizität mit 1/3 noch niedriger als in Y-Körnern war.

#### X-Körner
Auf X-Körner entfallen 1,3 %. Sie entstammen Kernkollaps-Supernovae des Typus II. Ihre Kohlenstoffisotopen überspannen eine große Bandbreite von 6 bis 10.000. Das 14N/15N-Verhältnis liegt typischerweise eindeutig unterhalb des terrestrischen Werts von 272. Die 26Al/27Al-Werte sind gewöhnlich höher als 0,01. Am charakteristischsten für X-Körner sind jedoch ihre recht deutlich negativen δ29Si/28Si- und δ30Si/28Si-Werte als Fortsetzung des Hauptreihenbandes nach links unten.
Anhand der Siliciumisotopen können X-Körner in drei Subtypen weiter unterteilt werden. X1-Körner machen 61 % aus und plotten im Dreiisotopendiagramm entlang einer Geraden mit der Steigung 0,66. Die X0-Körner (mit einer Häufigkeit von 6 %) befinden sich deutlich oberhalb dieser Geraden, die X2-Körner (mit 33 % Häufigkeit) darunter. Die X0-Körner haben als Untergrenze eine Gerade mit Startpunkt +30 ‰ 29Si und einer Steigung von 0,71, die X2-Körner hingegen haben als Obergrenze eine Gerade mit Startpunkt −30 ‰ 29Si und der Steigung 0,61. Der Aufenthaltsort der X1-Körner befindet sich zwischen diesen beiden Geraden. Isotopenanalysen von Strontium und Barium lassen vermuten, dass X1- und X2-Körner zwei unterschiedliche Populationen innerhalb der Kernkollaps-Supernova darstellen, welche sich durch unterschiedliches Timing und unterschiedliche Vermischung auszeichnen.

#### C-Körner
C-Körner besitzen nur noch eine Häufigkeit von 0,1 %. Ihr Ursprungsort ist in Supernovae des Typus II zu suchen. Bei den Kohlenstoff-, Stickstoff- und Aluminiumisotopen zeigen C-Körner dieselbe Verbreitung wie X-Körner. Das 14N/15N-Verhältnis liegt typischerweise eindeutig unterhalb des terrestrischen Werts von 272 und reicht bis etwa 7 hinab. Die 26Al/27Al-Werte sind gewöhnlich niedriger als 0,1 und können bis 0,001 hinabreichen. Im Silicium-Dreiisotopendiagramm plotten sie oben rechts – wobei δ29Si größer als +200 ‰ und δ30Si ebenfalls größer als +200 ‰ ist.
Bei C-Körnern lassen sich zwei Untertypen ausmachen – C1 und C2. C1-Körner haben 12C/13C-Werte oberhalb 10, C2-Körner liegen darunter.

#### N-Körner
Die N-Körner oder auch Nova-Körner machen in ihrer Häufigkeit nur noch 0,07 % aus. Sie entstanden in Novae und in Supernovae des Typus II. Ihr Isotopenverhältnis 12C/13C liegt charakteristischerweise unterhalb von 13,5, kann aber in selteneren Fällen wie bei AB-Körnern auch bis 25 ansteigen. Die Verhältnisse 26Al/27Al liegen oberhalb von 0,01, die von 14N/15N unterhalb des terrestrischen Werts von 272. Im Dreiisotopendiagramm des Siliciums plotten N-Körner unterhalb und rechts der Mainstream-Körner (sie werden durch die Hauptreihengerade abgeschnitten), wobei ihr δ29Si kleiner als +200 ‰ ist und ihr δ30Si oberhalb von 0 ‰ zu liegen kommt. Ihr Δ30Si zeigt die Werte +100 bis +1100 ‰.

#### D-Körner
Die D-Körner haben mit nur noch 0,02 % die niedrigste Häufigkeit von allen SiC-Körnern (es sind bisher insgesamt nur 10 Körner bekannt). Sie sind aus Supernovae des Typus II hervorgegangen. Im Dreiisotopendiagramm des Siliciums liegen sie links und oberhalb der Hauptreihen- und AB-Körner (mit δ29Si größer als 0 und δ30Si kleiner als +200 ‰). Ihr Δ30Si zeigt die Werte 0 bis hinab zu −700 ‰. In ihren Stickstoff- und Aluminiumisotopen sind sie nicht von X-Körnern zu unterscheiden, so plotten die 14N/15N-Werte unterhalb des terrestrischen Werts von 272 bis hinab zu 10 und die 26Al/27Al-Werte oberhalb von 0,01 bis 0,07.

### Graphitkörner – C –
Bei Graphitkörnern ist nach wie vor kein Klassifizierungsschema vorhanden. Sie werden anhand ihrer Dichte in eine leichte und in eine schwere Gruppe unterteilt – mit 2,1 g/cm³ als Grenzlinie. Aufgrund von Multielement-Isotopendaten zeichnet sich der Trend ab, dass die schweren Körner von AGB-Staub dominiert werden und dass mit abnehmender Dichte aus Supernovae hervorgegangene Graphitkörner an Bedeutung gewinnen. Tausende von präsolaren Graphitkörnern sind neben ihrem Kohlenstoffgehalt auf die Isotopen von 
C, N, O und Si untersucht worden. Die Isotopenverhältnisse von Spurenelementen, vor allem aber von Stickstoff, in einer beträchtlichen Anzahl von Graphitkörnern, ähneln terrestrischen bzw. solaren Werten. Dies verweist auf eine Isotopenäquilibrierung des präsolaren Graphits innerhalb des interstellaren Mediums bzw. innerhalb des Asteroiden- und Erdmaterials.
Graphitkörner sind wesentlich komplexer als SiC. Ihre 12C/13C-Verhältnisse sind mit einem Streuungsbereich von 2 bis zirka 7000 SiC-Körnern nicht unähnlich, sie sind aber bei 
14N/15N mit einem Bereich von 30 bis 700 wesentlich eingeschränkter (die meisten Körner liegen oberhalb des solaren Werts von 441). Exzessiv hohe Werte sind in δ18O zu konstatieren, außerdem wird von hohen 26Al/27Al-Verhältnissen (bis zu 0,15) bei Bildung der Körner ausgegangen. Weiterhin zeigen die meisten Körner vergleichbar zu SiC-Körnern Defizite in 29Si und in 30Si, jedoch große Überschüsse an 44-Ca (stammen wie bei SiC aus dem Zerfall von 44-Ti) und 41-K (aus 41-Ca, mit einer Halbwertszeit T1/2 von 100.000 Jahren). All dies berücksichtigend wurde traditionell von einer Supernova des Typus II (SN-II) als Ursprungsort ausgegangen. Wie Einzelkornanalysen belegen, sind dabei Überschätzungen der Prozentualverhältnisse erfolgt. Auch wurden in Graphitsphären regelmäßig refraktorische Carbidkörner entdeckt, welche reichhaltig, aus S-Prozessen hervorgegangene Elemente enthalten. All dies spricht wiederum für einen Ursprung in AGB-Sternen.

### Oxide
Präsolare, sauerstoffreiche Körner (vorwiegend Korund und Spinell) können anhand ihrer Sauerstoffisotopen in 5 Gruppen unterteilt werden:
- Gruppe 1
- Gruppe 2
- Gruppe 3
- Gruppe 4
- Gruppe N

#### Gruppe 1
Die Gruppe 1 ist am bedeutendsten und macht 76 % der Körner aus. Ihr 17O/16O-Verhältnis schwankt zwischen 4×10−4 bis 5×10−3 (ist somit angereichert und liegt oberhalb des Sonnenwerts 3,82×10−4), ihr 18O/16O-Verhältnis zwischen 1×10−3 und 3×10−3 (vorwiegend unterhalb des Sonnenwerts 2,01×10−3). Ihr Ursprungsort ist wahrscheinlich in sauerstoffreichen und niedrigmassigen Roten Riesen bzw. RGB-Sternen (engl. Red Giant Branch stars) sowie in AGB-Sternen niedriger Masse (M☉ ≤ 2) zu suchen.

#### Gruppe 2
Die Gruppe 2 nimmt 13 % der Oxidkörner in Anspruch. Sie ist im Dreiisotopendiagramm des Sauerstoffs links der zentralen Gruppe 1 angesiedelt. Ihr 17O/16O-Verhältnis schwankt zwischen 6×10−5 bis 3×10−3 (und liegt somit oberhalb des Sonnenwerts), ihr 18O/16O-Verhältnis zwischen 2×10−5 und 1×10−3 (deutlich unterhalb des Sonnenwerts). Die Gruppe 2 zeigt somit teils sehr starke Abreicherungen an 18O, die durch eine standardisierte Nukleosynthese nich zu erklären sind. Daher setzen verschiedene Autoren auf Mischvorgänge zusammen mit einem Wasserstoffbrennen vermittels CNO-Zyklen in RGB-Sternen niedriger Masse. Denkbar sind auch Veränderungen in der Ausgangszusmmensetzung und/oder kühle Tiefenprozesse (engl. cool bottom processing) in einem AGB-Stern. Gruppe 2 hat denselben Ursprungsort wie Gruppe 1.

#### Gruppe 3
Die Gruppe 3 hat nur noch eine Häufigkeit von 2 %. Im Dreiisotopendiagramm liegt sie links unterhalb der Gruppe 1. Ihr 17O/16O-Verhältnis ist mit 1,5×10−4 bis 4×10−4 recht niedrig und liegt unterhalb des Sonnenwerts. Das 18O/16O-Verhältnis schwankt zwischen 5×10−4 und 1,5×10−3 und liegt ebenfalls unterhalb des Sonnenwerts. Die Gruppe 3 ist hervorgegangen aus Roten Riesen und AGB-Sternen mit niedriger Metallizität und kleiner Sonnenmasse (M☉ ≤ 1,2), hat aber außerdem einen geringen Beitrag an Kernkollaps-Supernovae (CCSN) aufzuweisen. Die Steigung ihrer Datenpunkte kann durch die generelle chemische Entwicklung der Milchstraße (engl. galactic chemical evolution oder abgekürzt GCE) erklärt werden. Larry Nittler und Kollegen (2009) benutzten diese, um ein Alter der Milchstraße zu ermitteln.

#### Gruppe 4
Die Gruppe 4 besitzt eine Häufigkeit von 7 %. Sie ist an 18O angereichert und erscheint im Dreiisotopendiagramm rechts der Gruppe 1. Ihr 17O/16O-Verhältnis bewegt sich zwischen 3×10−4 und 1,5×10−3 zum Großteil oberhalb des Sonnenwerts. Das 18O/16O-Verhältnis schwankt zwischen 2×10−3 und 8×10−3 und liegt oberhalb des Sonnenwerts. Ihr Ursprungsort ist im Vergleich zu den anderen Gruppen weniger eindeutig. Mittels einer Multielement-Isotopenanalyse kann aber gezeigt werden, dass die meisten Körner einer Supernova zuzuordnen sein dürften, wahrscheinlich vom Kernkollaps-Typus (CC-SN).

#### Gruppe N
Die Gruppe N ist wahrscheinlich auf einen Nova-Ursprung zurückzuführen. Sie macht nur noch 2 % aus. Ihr 17O/16O-Verhältnis bewegt sich zwischen 5×10−3 und 1×10−2 weit oberhalb des Sonnenwerts. Das 18O/16O-Verhältnis schwankt zwischen 6×10−4 und 2×10−3 und liegt vorwiegend unterhalb des Sonnenwerts.

### Silikate
Die Silikate folgen mehr oder weniger den bei den Oxiden skizzierten Gruppen, sie sind aber in ihrer Ausdehnung wesentlich eingeengter. Ausgehend von Gruppe 4 der Oxide zeigen sie einen Abzweig nach rechts unten, der einen sehr hohen 18O/16O-Wert von knapp 3×10−2 erreicht. Dieser stark an 18O angereicherte Ast wird einer Supernova zugeschrieben.
Im Dreiisotopendiagramm des Siliciums plotten präsolare Silikate der Gruppe 1 und Gruppe 2 entlang der Geraden der Hauptreihen-SiC-Körner (mit AGB-Ursprung). Sie sind aber systematisch an 30Si abgereichert und daher etwas nach rechts verschoben. Die Gerade spiegelt die chemische Entwicklung der Milchstraße (GCE) wider – aber auch die initialen Variationen der jeweiligen Sternenquellen. Kleinere Beiträge werden außerdem von 29Si beigesteuert (etwa 10 %) und auch von 30Si (etwa 30 %). Im Fall des 29Si sind dies Neutroneneinfangsreaktionen und beim 30Si das Hochwälzen des Sterneninneren (engl. dredge-up) während der AGB-Phase.

## Untersuchungsmethoden
Untersucht werden präsolare Kristalle hauptsächlich mittels
- Elektronenmikroskopie (SEM/TEM) und
- Massenspektrometrie (Edelgas-Massenspektrometrie, Resonanzionisations-Massenspektrometrie (RIMS), Sekundärionen-Massenspektrometrie/SIMS inkl. NanoSIMS).

## Datierung

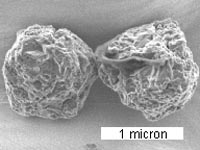
Präsolares Mineral des Murchison-Meteoriten

Im Januar 2020 veröffentlichten Wissenschaftler in der Fachzeitschrift PNAS Forschungsergebnisse, denen zufolge Moissanit-Partikel des im Murchison-Meteoriten enthaltenen Sternenstaubs vor etwa sieben Milliarden Jahren entstanden und der Meteorit damit präsolare Minerale enthält – das älteste Material, das bis dato auf der Erde gefunden wurde.

## Bedeutung für die Sternentwicklung
Das Studium der präsolaren Körner liefert uns ein Verständnis für die Nukleosynthese und die Sternentwicklung. Die beiden Nukleosynthesetypen – rascher (engl. rapid) Neutroneneinfang und daher auch r-Prozess sowie der Alphateilcheneinfang oder Alpha-Prozess – sind von großem Nutzen, um Modellvorstellungen von Supernovaexplosionen zu testen.
Etwa 1 % der präsolaren (aus Supernovae stammenden) Körner haben einen großen Überschuss am stabilen Isotop Calcium-44, das aber mit nur 2 % in Calcium anwesend ist. Calcium in präsolaren Körnern setzt sich vorwiegend aus Ca-44 zusammen und dürfte aus dem verloschenen Radionuklid Titan-44 hervorgegangen sein. Das Titanisotop Titan-44 wird reichlich in Supernovae des Typus II (wie beispielsweise in SN 1987A) erzeugt, indem 28Si vier Alphateilchen sehr rasch absorbiert. Dieser Vorgang ereignet sich nach dem Einsetzen des Siliciumbrennens, jedoch noch vor der eigentlichen Supernovaexplosion. Ti-44 hat aber nur eine sehr kurze Halbwertszeit von 59 Jahren und wird somit im Verlauf von einigen hundert Jahren vollständig in Ca-44 umgewandelt. In diesen Körnern konnten auch die Zerfallsüberreste der langlebigeren Nuklide Calcium-41 (Halbwertszeit 99.400 Jahre) und Aluminium-26 (Halbwertszeit 730.000 Jahre) entdeckt werden. Zu den schnelllebigen Isotopenanomalien dieser Körner gehören – im Vergleich zum Sonnensystem – Überschüsse an Stickstoff-15 und Sauerstoff-18 sowie Überschüsse an den neutronenreichen Nukliden Calcium-42 und Titan-49.
Andere präsolare Körner liefern uns isotopische und physikalische Informationen über AGB-Sterne, die in der Milchstraße den größten Anteil an refraktorischen Elementen leichter als Eisen produziert haben. Da die in den Körnern befindlichen Elemente in der frühen Milchstraße zu unterschiedlichen Zeitpunkten (und an unterschiedlichen Stellen) erzeugt worden waren, erlaubt uns die Gesamtheit dieser aufgesammelten Partikel, einen Einblick in die Milchstraßenentwicklung vor der Entstehung des Sonnensystems zu gewinnen.
Präsolare Körner liefern uns nicht nur Hinweise auf die Nukeosynthese ihrer Elemente, sondern auch auf die physikochemikalischen Bedingungen während ihrer Kondensation sowie auf spätere Ereignisse. Als Beispiel hierzu seien Rote Riesen angeführt, welche einen Großteil des Kohlenstoffs in unserer Michstraße produzieren. Ihre Atmosphären sind kühl genug, damit Kondensationsprozesse stattfinden können und Feststoffe ausfallen (z. B. atomare Zusammenballungen von Elementen wie Kohlenstoff). Die Sonnenatmosphäre hingegen ist viel zu heiß, als dass Atome sich zu komplexeren Molekülen oder Verbindungen organisieren könnten. Durch Strahlungsdruck werden dann die festen Bruchstücke in das interstellare Medium injiziert.
Partikel geprägt von Sternennukleosynthese informieren daher über
- Kondensationsprozesse in der Atmosphäre Roter Riesen
- Strahlungsvorgänge und thermische Prozesse im interstellaren Medium
- Transportprozesse unserer materiellen Grundlage aus der Milchstraße ins Sonnensystem.

Insbesondere welche Arten von Partikeln als Überträger der Elemente fungieren, aus welchen wir zusammengesetzt sind.

## Zusammenschau
Präsolare Körner sind am häufigsten in Chondriten, die einen nur sehr niedrigen Metamorphosegrad aufweisen. Mit zunehmender thermischer Metamorphose verringert sich ihre Häufigkeit jedoch sehr rasch. Es hat daher den Anschein, dass die Körner ein Aufheizen auf mehrere hundert Grad Celsius nicht überleben, wobei sie ihre mineralogische Identität verlieren. Dass es sie dennoch gibt, widerspricht der lange aufrecht erhaltenen und populären Hypothese, dass der Sonnennebel ursprünglich überall heiß war, sich dann langsam abkühlte und dabei immer weniger refraktorische Elemente auskondensierten. Dennoch sind auch extrem starke Aufheizereignisse im Sonnennebel bezeugt – so benötigten Chondren und Calcium-Aluminium-reiche Einschlüsse (CAIs) in Chondriten Temperaturen zwischen 1500° und 2000 °C für ihre Entstehung. Die Fraktionierung der Elemente wurde aber vorwiegend durch ihre unterschiedlichen Flüchtigkeiten angetrieben. Die Schlussfolgerung aus diesen etwas widersprüchlichen Darstellungen lautet, dass Aufheizungen örtlich beschränkt blieben und dass im Sonnennebel heiße und kalte Bereiche sowohl räumlich als auch zeitlich miteinander koexistierten. Materie dieser beiden Bereiche wurde vermischt und akkretierte schließlich miteinander zu Mutterkörpern der Chondrite.
Die zuerst entdeckten präsolaren (bzw. interstellaren) Körner waren Nanodiamanten und Siliciumcarbid. Sie wurden aus den Silikaten von schwach metamorphen, kohligen Chondriten herausgelöst. Daraufhin wurden die Mineralkörner in den unlöslichen Rückständen auf die Häufigkeit von Edelgasisotopen untersucht. Mittels hochauflösendem SIMS können präsolare Körner in Meteoriten identifiziert und anhand ihrer Isotopen verschiedenster Elemente sozusagen kartographiert werden. Gezeigt werden konnte, dass präsolare Körner in Meteoriten neben unlöslichen Nanodiamanten, Siliciumcarbid, Graphit, Carbiden und Nitriden auch Oxide, Silikate und Metallkörner interstellarer Herkunft enthielten. Die Isotopenzusammensetzungen der Elemente Kohlenstoff, Stickstoff und Silicium ermöglichten, präsolare Körner in verschiedene Typen zu unterteilen. Jeder dieser Typen kann dann seinerseits bestimmten Kernreaktionen und Sternenenvironments zugeordnet werden. Der häufigste Typus der präsolaren Körner – die SiC-Hauptreihenkörner – ist in AGB-Sternen beheimatet. Diese Körner tragen Signaturen von Kernreaktionen, die sich in verschiedenen Schalen (und Tiefen) eines massiven Sterns zugetragen haben – ehe dieser als Supernova explodierte. Die Isotopenzusammensetzungen multipler Elemente in präsolaren Körnern tragen zu einem besseren Verständnis des Sterneninneren bei und engen gleichzeitig die Nukleosyntheseparameter ein.